# Лук ложновиноградный
Лук ложновиноградный (лат. Allium pseudoampeloprasum) — многолетнее травянистое растение, вид рода Лук (Allium) семейства Луковые (Alliaceae).

## Распространение и экология
В природе ареал вида охватывает Армению и северо-восточные районы Турции.
Произрастает на сухих глинистых склонах.

## Ботаническое описание
Луковица яйцевидная, диаметром около 2 см; оболочки замещающей луковицы желтоватые. Луковички многочисленные,
удлинённые, желтоватые, блестящие, гладкие. Стебель высотой 15—30 см, на треть одетый гладкими влагалищами листьев.
Листья в числе пяти, шириной 6—7 мм, не дудчатые, линейные, желобчатые, гладкие.
Чехол рано опадающий. Зонтик коробочконосный, шаровидный, густой, многоцветковый. Цветоножки неравные, при основании с прицветниками. Листочки яйцевидного околоцветника розоватые, с грязно-пурпурной сильной жилкой, острые, шероховатые, длиной около 3,5 мм, наружные ланцетные, длиннее внутренних продолговато-ланцетных. Нити тычинок почти в два раза длиннее листочков околоцветника, при основании между собой и с околоцветником сросшиеся, при основании ресничатые, наружные треугольно-ланцетные, внутренние трёхраздельные. Столбик сильно выдается из околоцветника.
Створки коробочки широко эллиптические, почти не выемчатые, длиной около 4 мм.

## Таксономия
Вид Лук ложновиноградный входит в род Лук (Allium) семейства Луковые (Alliaceae) порядка Спаржецветные (Asparagales).
|  |                                      |  |                                                             |                                                             |                   |  | ещё 24 семейства (согласно Системе APG II) | ещё 24 семейства (согласно Системе APG II) |                          |  |  |  | ещё более 870 видов |
|  |                                      |  |                                                             |                                                             |                   |  | ещё 24 семейства (согласно Системе APG II) | ещё 24 семейства (согласно Системе APG II) |                          |  |  |  | ещё более 870 видов |
|  |                                      |  |                                                             | порядок Спаржецветные                                       |                   |  |                                            |                                            | род Лук                  |  |  |  |                     |
|  |                                      |  |                                                             | порядок Спаржецветные                                       |                   |  |                                            |                                            | род Лук                  |  |  |  |                     |
|  | отдел Цветковые, или Покрытосеменные |  |                                                             |                                                             | семейство Луковые |  |                                            |                                            | вид Лук ложновиноградный |  |  |  |                     |
|  | отдел Цветковые, или Покрытосеменные |  |                                                             |                                                             | семейство Луковые |  |                                            |                                            |                          |  |  |  |                     |
|  |                                      |  | ещё 44 порядка цветковых растений (согласно Системе APG II) | ещё 44 порядка цветковых растений (согласно Системе APG II) |                   |  |                                            | ещё около 300 родов                        | ещё около 300 родов      |  |  |  |                     |
|  |                                      |  |                                                             | ещё 44 порядка цветковых растений (согласно Системе APG II) |                   |  |                                            |                                            | ещё около 300 родов      |  |  |  |                     |